# Friedrich Carl Andreas
Friedrich Carl Andreas (1846—1930) var en tysk orientalist. 
Andreas dyrkede iransk filologi ved tyske universiteter og tillige hos N.L. Westergaard i København. Efter et langvarigt Ophold i Persien levede han som privat videnskabsmand i Berlin, indtil han 1903 blev kaldet til et professorat i forasiatiske sprog i Göttingen, hvor han endnu efter sin afgang fra universitetet fortsatte sin virksomhed som lærer i iranske sprog. Hans videnskabelige produktion er lidet omfattende, men banebrydende; mange af hans forskningsresultater er dog først bragt frem i andre forskeres arbejder. En skole af yngre iranister knyttede sig til Andreas.